# P/2019 A4 (PANSTARRS)
P/2019 A4 (PANSTARRS) — короткоперіодична комета типу комети Енке. Відкрита 10 січня 2019 року; була 20.6m на час відкриття. Абсолютна величина комети разом з комою становить 15.4m.